# 338 هـ
338 هـ هي سنة في التقويم الهجري امتدت مقابلةً في التقويم الميلادي بين سنتي 949 و950.

## مواليد
- أبو بكر الباقلاني
- ابن مغيث
- الحليمي
- مسلمة المجريطي

## وفيات
- أبو جعفر النحاس
- الحسن الحصائري
- عماد الدولة الديلمي
- محمد بن هاشم التجيبي
- أبو الحسن المصري
- أبو القاسم عبد الله المستكفي بالله
- أبو عبد الله المعدل
- أبو نصر محمد الفارابي، عالم وفيلسوف مسلم (ولد 260 هـ)